# Hladomor v Severní Koreji
Hladomor v Severní Koreji byl hladomor, který se odehrál v Severní Koreji v letech 1995–1999. Oficiální údaj, který by vyčísloval počet obětí na lidských životech, není znám, odhady nicméně hovoří o 220 000 – 3,5 milionu obětí. V KLDR je hladomor označován jako Namáhavý pochod (고난의 행군).

## Příčiny

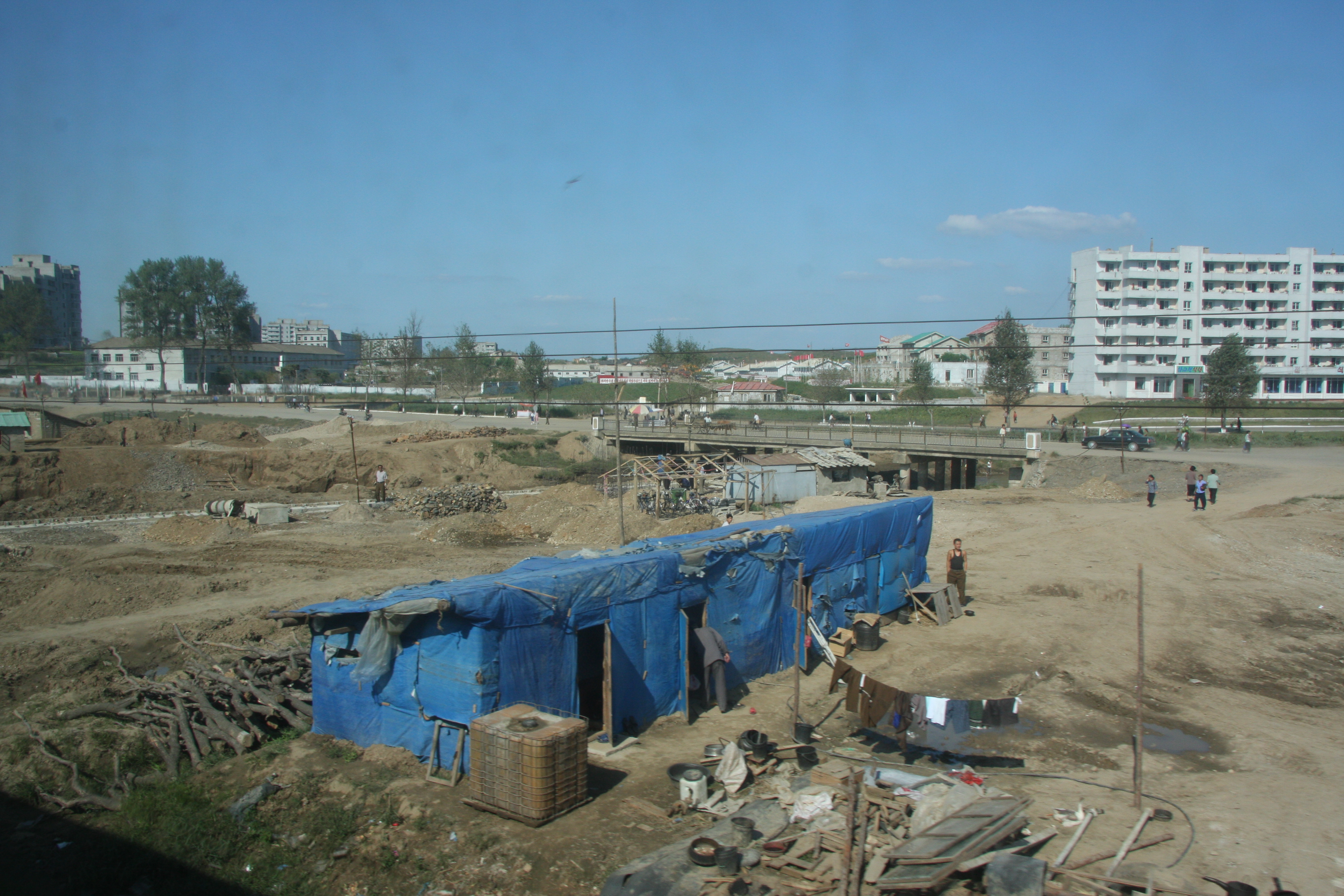
Během záplav došlo i k poškození obytných domů - např. ještě v roce 2008 někteří Severokorejci žili v chatrčích z papírových krabic.

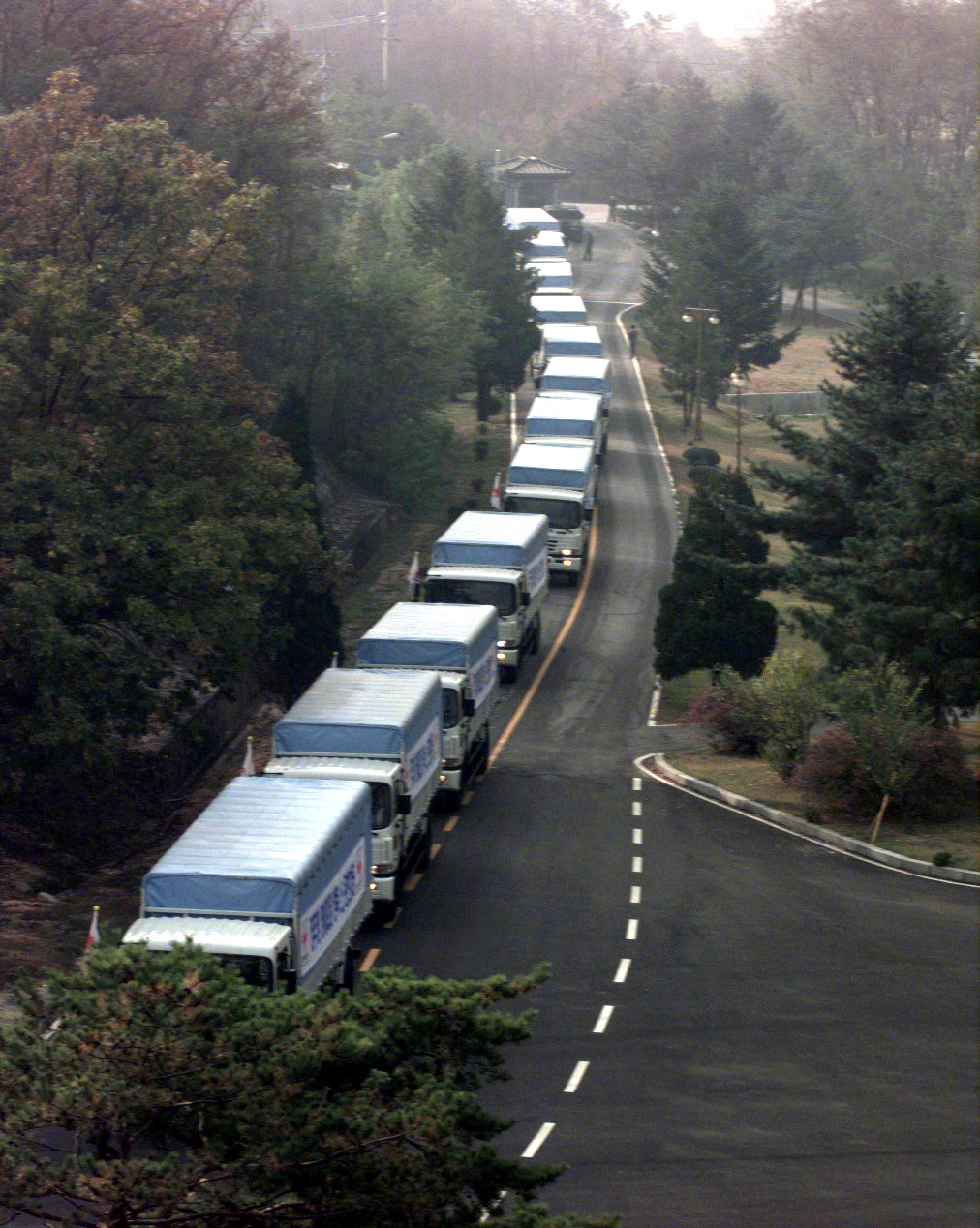
Jihokorejský obchodní magnát Chung Ju-yung, zakladatel a čestný předseda společnosti Hyundai Group, věnoval 501 kusů dobytka hladovějícím Severokorejcům (fotografie ze října 1998).

Před rokem 1991 byla KLDR závislá na pomoci Sovětského svazu, který prodával zemědělské stroje pod cenou, aby dosáhl politických cílů. Po rozpadu SSSR začalo celé zemědělství stagnovat, protože nedostávalo dodávky a nemohlo výhodně vyvážet své zboží do SSSR. Izolace země, spolu s neefektivitou typickou pro kolektivizované zemědělství, zapříčinily totální úpadek tohoto sektoru. 
První náznaky hladomoru se objevily již na přelomu let 1992 a 1993, kdy vláda začala autoritativně prosazovat nutnost jíst dvě místo tradičních tří jídel denně, s odvoláním na nezdravost třetího jídla.
Čína na krátkou dobu zaujala místo SSSR, v roce 1993 dodávala KLDR 77 % importu paliva a 68 % importu potravin. To ovšem netrvalo dlouho, v roce 1993 měla Čína neúrodu obilí a protože potřebovala tvrdou měnu, radikálně omezila hospodářskou pomoc KLDR.
Skutečným katalyzátorem hladomoru však byly záplavy v roce 1995, které spláchly úrodu, sklady obilí i infrastrukturu. Byly to největší záplavy za posledních 70 let. O dva roky později, v době, kdy se země ještě nevzpamatovala z důsledků povodní, zasáhlo oblast ničivé sucho. Právě v roce 1997 dosáhl severokorejský hladomor největší intenzity, když kombinace povodní a následného sucha prakticky zničila zemědělství.

## Následky
Nezávislé analýzy odhadují většinou 800 000 – 1,5 milionu obětí, zatímco KLDR oficiálně uvádí jen 220 000 obětí. Hladomor vedl k rozsáhlým sociálním změnám. Když systém zkolaboval, lidé byli nuceni postarat se o sebe a vznikl nelegální černý trh, který systém dosud toleruje. Někteří experti to popisují jako „kapitalismus zezdola“ a „přirozenou smrt severokorejského stalinismu.“
Hladomor měl zvláště špatný dopad na děti. Měl za důsledek vznik populace sirotků – bezdomovců, zvaných kkoččebi (꽃제비). Severokorejští předškoláci jsou také o 3–8 cm nižší než jejich jihokorejští vrstevníci.